# Georg Kiste
Georg Kiste (* 11. Juli 1908 in Partenkirchen; † 1997 in München) war ein Maler und wohl einer der letzten Vertreter der akademischen Münchner Schule.

## Biografie
Kiste heiratete 1934 Anni Gebhart. Er studierte 1945–1948 an der Münchner Akademie der Bildenden Künste u. a. bei Hans Gött. 1948 wurde er Mitglied des BBK und des Kunstverbandes Salzburg. Er hatte sein Atelier in der Münchener Ysenburgstraße und wohnte in Germering.

## Werk
Kiste malte nahezu ausschließlich Landschaften des Münchener Umlandes und der Bayerischen Voralpen. Er unterschied zwischen Plain-Air-Bildern, die er als „Originale“ bezeichnete und mit seinem Namen signierte, und jene, welche in seinem Atelier in München auf Kundenwunsch entstanden. Letztere signierte er mit dem Pseudonym „Gorte“.
Über die Zuordnung gibt es widersprüchliche Angaben: Er war ein Vertreter der Münchner Schule und ein Verweigerer abstrakter Tendenzen, wie sie der Kunstmarkt ab spätestens der 1950er Jahre vermarktete. Ansätze von Abstraktionstendenzen in seinem Werk werden manchmal spätimpressionistisch gedeutet.
Die zumeist kleinformatigen Werke wurden von F. Leischwitz in dessen Werkstatt in der Fraunhofer-Straße 29 in München aufwändig gerahmt und vergoldet.

## Auszeichnungen
- Goldmedaille zum Europapreis, Italien
- Goldene Flamme zum Weltpreis der Kultur, Italien
- Targa d’Oro, 1968